# Emma Maleras
Emma Maleras Gobern (Ripollet, 27 de mayo de 1919-Barcelona, 13 de junio de 2017) fue una bailarina y coreógrafa de danza española, especialmente conocida por su trabajo como concertista y profesora de castañuelas. Creó el método de estudio de castañuelas (de ritmo y lectura) que lleva su nombre y que se usa en el mundo entero.

## Formación
Estudió la carrera de piano en el Conservatorio Superior de Música del Liceo (finalizando con 14 años). Por otro lado, empezó los estudios de danza clásica y de danza española a la edad de diez años en la escuela del Gran Teatro del Liceo, primero con Pauleta Pàmies y después con Joan Magriñá. Posteriormente amplió sus estudios de danza clásica española y flamenco en Madrid, con el maestro El Estampío, la Quica y los hermanos Luisa, Concha y Ángel Pericet de la escuela bolera Pericet.

## Carrera profesional
Durante los años 1960 creó el bigrama, una transcripción al pentagrama con una línea para cada mano y creó y desarrolló su propio método de aprendizaje para tocar las castañuelas. Realizó giras por diferentes países de Europa y grabó discos con acompañamiento de castañuelas y zapateado.
En 1973 entró en el Instituto del Teatro como profesora de danza española y de castañuelas, donde trabajó hasta la edad de jubilación. Paralelamente, en 1966, fue también profesora de castañuelas, como instrumento musical, en el Conservatorio del Liceo. Algunos de sus alumnos más destacados han sido Consol Grau, Mar Bezana, Inma González y José de Udaeta.

## Legado
La importancia de Emma Maleras en la historia de la danza española reside en el hecho de haber creado un método de estudio para el aprendizaje de las castañuelas (método bigrámico) comparable al de otros instrumentos musicales. Lo impartió en el Instituto del Teatro de Barcelona hasta que se jubiló, y ha sido adoptado y aceptado en escuelas del mundo entero. Su libro Método de estudio y anotación de la castañuela es un referente internacional. Creó el coro de castañuelas Toques, que realiza conciertos de música clásica, popular y jazz sin necesidad de otros instrumentos. Han actuado, entre otros lugares, en el Palacio de la Música Catalana. Fue la primera persona en introducir las castañuelas como instrumento en una orquesta sinfónica.
El sistema pedagógico de Emma Maleras consiste en una introducción a la música a partir del ritmo sin tener que depender de la afinación. Se trata de un método propio que empezó a desarrollar a los años sesenta, adaptando la técnica del piano a las castañuelas, y que ha ido perfeccionando a lo largo de treinta años. El método Maleras actualmente empieza desde un nivel de desconocimiento completo del instrumento por el alumno y consigue lograr un nivel profesional. Consta de seis cursos y once libros, e incluye los conocimientos musicales necesarios, especialmente en cuanto al ritmo, para una persona que previamente no está formada en música. También existe una versión del método para niños.

## Premios y honores
- 1976: Premio Carmen Amaya
- 1998: Premio de Honor del Instituto del Teatro
- 1996: Premio de Honor FAD Sebastià Gasch
- 1991: Medalla de Oro al Mérito en las Bellas Artes, del Ministerio de Cultura español
- Tiene una plaza dedicada en su localidad, Ripollet